# Carmine Caridi
Carmine Caridi (Nova Iorque, 23 de janeiro de 1934 – Los Angeles, 28 de maio de 2019) foi um ator estadunidense de televisão e cinema, tendo aparecido em vários papéis em cerca de trinta anos de carreira. Seus papéis mais notáveis foram de Albert Volpe, em The Godfather Part III e Carmine Rosato in The Godfather Part II. 
Foi um dos três atores que interpretaram dois diferentes papéis na série de filmes baseados na obra de Mario Puzo. Os outros foram Frank Sivero, que interpretou o jovem Genco Abbandondo em Godfather Part II e foi um espectador da luta entre Sonny Corleone e Carlo Rizzi, em The Godfather; e Sofia Coppola, que fez Mary Corleone em Godfather Part III e o filho de Carlo e Connie, batizado nas cenas finais de The Godfather. Ele ainda fez o Detetive Vince Gotelli na série televisiva NYPD Blue entre 1993-1999. Vivia em West Hollywood.

## Pirataria
Em 13 de janeiro de 2004, a Motion Picture Association of America anunciou que havia identificado uma cópia pirata do filme Something's Gotta Give, que circulava ilegalmente pela internet, e esta trazia as marcas idendificadoras do vídeo enviado a Caridi, como jurado dos candidatos ao Óscar. Cópias piratas de The Last Samurai, Mystic River, Big Fish e Master and Commander: The Far Side of the World também foram rastreadas até Caridi. O FBI iniciou imediatamente uma investigação sobre o fato.
Depois de um mês o FBI prendeu Russel Sprague, de Homewood, Illinois, por violação de direitos autorais. Autoridades federais alegaram que durante três anos Caridi enviara-lhe cópias screener de aproximadamente sessenta filmes que eram destinados à apreciação para a premiação da Academia.
De acordo com a investigação do FBI, Caridi declarou que enviou os screeners via Federal Express para Mr. Sprague, para uma caixa postal do FedEx, com rótulos pré-endereçados e uma conta numerada. Negou, entretanto, ter recebido pagamento de Sprague, que segundo declarou, acreditava ser um fã de cinema.
Caridi e Sprague foram então processados pela Sony e pela Time Warner no âmbito civil por infração de direitos autorais protegidos. Os estúdios situados em Los Angeles pleitearam indenizações de 150 mil dólares por cada título, em centenas de violações individuais. Antes de receber a condenação criminal, porém, Sprague morreu.
A Academia anunciou, em 3 de fevereiro de 2004 que estava expulsando Caridi de entre seus membros, por violar o acordo de salvaguarda dos screeners recebidos, sendo este o primeiro membro da entidade expulso sob a nova política de combate à pirataria.

## Morte
O ator estava hospitalizado em Los Angeles desde o dia 25 de abril de 2019, após ter sofrido uma queda. O quadro piorou com o surgimento de uma pneumonia e Caridi veio a falecer no dia 28 de maio de 2019, aos 85 anos.